# معركة هاليدزور
معركة هاليدزور هي نزاع عسكري دار في المنطقة الجنوبية من أرمينيا ، محافظة سيونيك ، مدينة كابان قديمًا.

## المعركة
حوصِرَ الأرمن في قلعة هاليدزور. David Bek وMkhitar Sparapet وTer Avetis كانوا قائدي الأرمن. بعد 7 أيام من الحصار، أُرهِقَ الأرمن وشحَّ زادهم. أطلق David Bek قذيفةً انتحاريةً عنيفة على طول المنحدر كلجوء أخير للسلاح فأصابت القذيفة جنود الدولة العثمانية بالذعر. خوفًا من أن يكون لدى الأرمن عدد كبير من الجنود، بدء جيش العثمانيين بالفرار. لكن تضاريس تلك المنطقة كونها غابات كثيفة أعاقت هروبهم فتم تذبيح الجنود العثمانيين بسبب اندلاع الخوف بين صفوفهم. تعتبر هذه القذيفة هجومًا مضادًا ناجحًا، كبَّد الأتراك خسارة 1.200 مقاتل، وآلاف الجرحى، وخلَّفوا وراءهم 150 راية تركية.
انتشر الجيش العثماني في طول المنطقة بعد أن احتدم الهلع والاضطراب في الجيش كلّه.
«تشجَّعوا، لا تخافوا، اتبعونا إن شارفت نهايتنا، لنواجه الموت بالجرأة، فمن الأفضل لنا أن نموت مُستبسلين خارج البوابات قبل أن تُبصرَ عيونُنا موت عائلاتنا وأصدقائنا داخلها»
- من خطاب Mkhitar Sparapet و Ter Avetis لجنودهم

## الأثر الثقافي
لحصار القلعة أثر ثقافي كبير في صناعة الأفلام في جمهورية أرمينيا الاشتراكية السوفيتية وفي الاتحاد بصفة عامة. فلم «نجم الأمل Star of the hope» الذي أطلق عام 1978 كان من أكثر الأفلام شعبيةً في الاتحاد السوفييتي قي ذلك الوقت.